# Zidjan-Kazmalar
Zidjan-Kazmalar (ros. Зидьян-Казмаляр) – wieś w Rosji, w Dagestanie, w rejonie derbenckim. W 2010 liczyła 978 mieszkańców, głównie Azerów.